# 寝屋川市立中央小学校
寝屋川市立中央小学校（ねやがわしりつ ちゅうおうしょうがっこう）は、大阪府寝屋川市にある市立小学校である。

## 概要
本校所在地は周辺が宅地化し、それに伴う周辺校での児童数の増加のため、従来の寝屋川市立北小学校と寝屋川市立東小学校の校区を分離・再編する形で、1967年（昭和42年）4月1日に寝屋川市立中央小学校が開校した。
開校当初は、現在の寝屋川市立第一中学校の場所に校舎を設置していた。しかし第一中学校と校舎・校地を入れ替える形で、1969年（昭和44年）に旧第一中学校跡地の現在地へと移転している。
2005年（平成17年）2月には卒業生による教職員殺傷事件が発生した。事件を受けて大阪府の小学校では学校警備員の配置が広がるなど、学校安全対策が見直されるきっかけの一つになった。
また、本校内には「ともに育ち合う事」をコンセプトに、すぎのこ学級と称する特別支援学級がある。

## 沿革
- 1967年（昭和42年）
  - 4月1日 - 寝屋川市高宮816番地に寝屋川市立中央小学校を開校。東分校（東小学校）、北分校（北小学校）に分かれて入学式を行った。 　　　　　　　　　　　　　　　　　　　　　　　　　　　　　　　　　　　　　　　　　　　　　
  - 10月10日 - 校舎建築完成し、新校舎（今の第一中学校）に移転する。
- 1969年（昭和44年）4月1日 - 第一中学校との校舎交換を行い、所在地が寝屋川市初町1番25号となる。
- 1970年（昭和45年）1月24日 - 校歌制定。
- 1971年（昭和46年）6月 - 小プール完成。
- 1972年（昭和47年）7月10日 - 校舎改築第1期工事竣工。
- 1973年（昭和48年）
  - 3月31日 - 校舎改築第2期工事竣工。
  - 4月 - 北校舎東側「友情」像と前庭の設置及び養護学級「すぎのこ」（肢体不自由）の設置。
- 1975年（昭和50年）7月18日 - 校舎改築第3期工事竣工。
- 1976年（昭和51年）
  - 9月1日 - 校舎改築第4期工事竣工。校長室・職員室・すぎのこ教室が、本館に移転。
  - 10月11日 - 本館の都市ガス工事竣工。同日、創立10周年記念式典挙行し、運動会を開催。中央音頭を制定し発表。
- 1977年（昭和52年）8月30日 - 焼却炉の設置。
- 1978年（昭和53年）
  - 1月20日 - 本館西側に自転車置場を仮設する。
  - 8月22日 - 本館西下足ホール前に公衆電話を設置。
- 1981年（昭和56年）11月1日 - 創立15周年記念として、体育館に緞帳の取付。同日、第一回PTA親子運動会開催。
- 1983年（昭和58年）3月25日 - 西館新校舎完成（図工室・家庭科室・5普通教室）。
- 1986年（昭和61年）
  - 11月17日 - 給食調理棟完成。同日、創立20周年記念として特製ジャングルジムが寄贈された。
  - 11月22日 - 創立20周年記念式典挙行。
- 1988年（昭和63年）7月 - 留守家庭児童会が、東館1階へ移動。
- 1989年（平成元年）11月 - 視聴覚教室完成。
- 1991年（平成3年）
  - 2月23日 - 体育館竣工記念式典挙行。
  - 6月27日 - プール竣工式典局し、プール開き。
  - 8月 - 遊具移動（「新」低鉄棒・滑り台・はん登棒・うんてい「旧」ブランコ・ジャングルジム・ろく木）完了。
- 1992年（平成4年）9月 - 学校5日制スタート（第2土曜日が休業日）。
- 1993年（平成5年）9月17日 - 東館2教室改修、東館便所新設完了。
- 1996年（平成8年）
  - 3月29日 - エレベーター設置工事竣工。
  - 6月30日 - 創立30周年記念バザー開催。
  - 8月8日 - 職員玄関設置、本館下足ホール（西・中央）整備。
  - 9月 - 創立30周年記念事業として、「気象コーナー」設置。
  - 10月19日 - 創立30周年記念式典挙行。
- 1997年（平成9年）9月 - ころころ滑り台の設置とスライド式配膳台（10台）を低学年教室に設置。
- 1998年（平成10年）
  - 7月 - 東館屋上防水工事竣工。同月、牛乳瓶返却棚を給食室に設置。
  - 9月 - 児童登下校用スクランブル信号をアメリカ堂前に設置。
- 2000年（平成12年）10月 - パソコン教室を西館2階に設置。
- 2002年（平成14年）5月 - 普通教室と、すぎのこ学級に扇風機を設置。
- 2003年（平成15年）
  - 7月 - 耐震をふまえた大規模改修第1期工事着工。
  - 12月 - 耐震をふまえた大規模改修第2期工事着工。東館壁面塗装工事着工。
  - 12月25日 - 耐震をふまえた大規模改修第1期工事竣工。
- 2004年（平成16年）
  - 3月 - 耐震をふまえた大規模改修第2期工事竣工。
  - 8月 - 新しい飼育小屋設置。
- 2005年（平成17年）
  - 2月14日 - 教職員殺傷事件が発生（詳細は下述）。
  - 3月 - 南門に正門オートロック・インターホン設置。南門に防犯用ビデオカメラ設置。職員室に非常ベル、理科室と音楽室に非常用インターホン設置。パソコン室改修。
  - 4月 - IT関連事業、校内LANシステム稼動。 国際コミュニケーション科始まる。
- 2006年（平成18年）5月 - 創立40周年記念航空写真撮影。
- 2009年（平成21年）7月 - 緑の広場1000㎡芝生のはり付け。
- 2011年（平成23年） - グランド治水工事。
- 2012年（平成24年）
  - 6月 - エアコン設置完了。
  - 9月 - 西館2階トイレ改修。
- 2013年（平成25年）
  - 日付不明 - 東館耐震工事終了。
  - 8月 - タブレットパソコン導入。
- 2014年（平成26年）11月 - 体育館改修工事終了。
- 2015年（平成27年）
  - 2月 - 校庭貯水槽埋設。
  - 3月 - 南側フェンス改修。同月、体育館スクリーン工事。
  - 8月 - 学童教室改修、2教室追加。
  - 11月26日 - 創立50周年記念式典挙行。
- 2017年（平成29年）7月 - プール日よけ屋根改修。
- 2018年（平成30年）6月 - 体育館前ウォータークーラー設置。
- 2019年（令和元年）8月 - 特別教室（理科室、家庭科室、図工室等）にエアコン設置。

### この節の出典
- 寝屋川市立中央小学校沿革（学校ホームページ内）（2005年の内容を除く）

## 事件
2005年（平成17年）2月14日 - 15時10分頃、本校の南門からこの学校の卒業生である17歳の少年が侵入し、教職員の男性1人と女性2人の腹などを刺身包丁で刺した。15時20分頃、寝屋川警察署員が職員室でたばこを一服していた少年を取り押さえ、殺人未遂の現行犯で少年を逮捕した。男性教諭は16時過ぎに死亡、女性教諭と女性栄養士は重傷を負った。事件を受け、本校は2月15日から17日の3日間を臨時休校とした。
この少年は小学校時代にいじめられた経験があり、その復讐のために来校したとのことである。しかし、殺害された男性教諭はじめ3人の教職員は、その少年が通っていた時この学校を担当していた事はなく少年との関係はなかった。また、少年が6年生の頃の担任は「少年に恨まれる心当たりはない」と述べた。
加害少年には2007年（平成19年）11月、懲役15年の実刑判決が確定した。

## 学校周辺
- 大阪府立寝屋川高等学校 - 敷地が隣接
- 創価学会寝屋川文化会館 - 寝屋川市道をはさんで、敷地が隣接。
- 初本町公園
- 社会福祉法人聖森会本町保育園
- 寝屋川市水道局
- 寝屋川郵便局
- 寝屋川市役所
- 寝屋川市立中央幼稚園
- 大阪電気通信大学寝屋川キャンパス

## アクセス
- 京阪バス「19A」・「20A」・「30」・「30A」・「33」・「34」・「35」・「37」・「51」の各系統で、「秦八丁」バス停下車後、徒歩約470m・約7分。
- 京阪電鉄本線寝屋川市駅から、徒歩約470m・約7分。